# Novaspace
Novaspace – niemiecka grupa tworząca muzykę eurodance, działająca w latach 2002–2011. Grupa słynęła głównie z tanecznych coverów przebojów lat 80., m.in. „Time After Time” oraz „Beds Are Burning”.

## Historia
Projekt Novaspace został założony w 2002 roku, kiedy to aktorka Jessica Boehrs poznała producenta Felixa Gaudera i została wokalistką duetu. Ich pierwszym singlem był taneczny cover piosenki „Time After Time” z repertuaru Cyndi Lauper, wydany jeszcze w tym samym roku. Singel cieszył się sporą popularnością w Niemczech i Austrii, gdzie dotarł odpowiednio do miejsca 6. i 7. Wszedł także na listy przebojów m.in. w Holandii, Wielkiej Brytanii i Australii. Drugim singlem została przeróbka piosenki „To France” Mike'a Oldfielda, która cieszyła się nieco mniejsza popularnością, choć kolejny singel, ballada „Guardian Angel”, którą oryginalnie wykonywał Drafi Deutscher, dotarła do miejsca 9. w Niemczech. Na początku 2003 roku zespół wydał swój pierwszy album, Supernova, który na niemieckiej liście sprzedaży uplasował się na pozycji 28., a w Austrii – 39. Ich kolejny singel, „Paradise”, współtworzony przez Gaudera, cieszył się tylko średnim zainteresowaniem, podobnie jak następny, „Run to You” z repertuaru Bryana Adamsa.
Na początku 2004 roku duet wydał cover utworu „Beds Are Burning” grupy Midnight Oil, który dotarł do 7. miejsca w Niemczech i 2. w Austrii. Singel zapowiadał ich drugą płytę, Cubes, który na niemieckiej liście sprzedaży uplasowała się na pozycji 27., a w Austrii – 24. Kolejnymi singlami z albumu zostały piosenki „So Lonely” z repertuaru The Police i „Dancing with Tears in My Eyes” grupy Ultravox, które również były popularne w Niemczech i Austrii. W 2006 roku ukazała się płyta DJ Edition zawierająca głównie remiksy i nowe wersje poprzednich singli. Album promował cover piosenki „All Through the Night” Cyndi Lauper, jednak singel ten, tak jak i sam album, osiągnął tylko średni sukces na listach w Niemczech. Jeszcze w tym samym roku Boehrs opuściła Novaspace.
W 2008 roku do grupy dołączyła nowa wokalistka, Jenny Marsala. Nowy singel duetu, „Dancing into Danger”, dotarł tylko do 79. miejsca na niemieckiej liście przebojów. W 2009 roku duet wydał kolejną przeróbkę „Time After Time”, a następnie singel „Love Changes Everything”, jednak nie weszły one na listy sprzedaży. Grupa wydała single „Close Your Eyes” w 2010 roku i „Don't Look Back” w 2011, które nie były coverami, lecz oryginalnymi piosenkami. Jednak one również nie osiągnęły znaczącego sukcesu i jeszcze w 2011 roku projekt Novaspace zakończył działalność.

## Albumy
- 2003: Supernova
- 2004: Cubes
- 2006: DJ Edition

## Single
- 2002: „Time After Time”
- 2002: „To France”
- 2002: „Guardian Angel”
- 2003: „Paradise”
- 2003: „Run to You”
- 2004: „Beds Are Burning”
- 2004: „So Lonely”
- 2004: „Dancing with Tears in My Eyes”
- 2006: „All Through the Night”
- 2009: „Dancing into Danger”
- 2009: „Time After Time Rebirth”
- 2009: „Love Changes Everything”
- 2010: „Close Your Eyes”
- 2011: „Don't Look Back”